# 1671 Chaika
Chaika (asteróide 1671) é um asteróide da cintura principal, a 1,9154481 UA. Possui uma excentricidade de 0,2592509 e um período orbital de 1 518,75 dias (4,16 anos).
Chaika tem uma velocidade orbital média de 18,52222352 km/s e uma inclinação de 3,95965º.
Esse asteróide foi descoberto em 3 de Outubro de 1934 por Grigory Neujmin.